# Manikúra

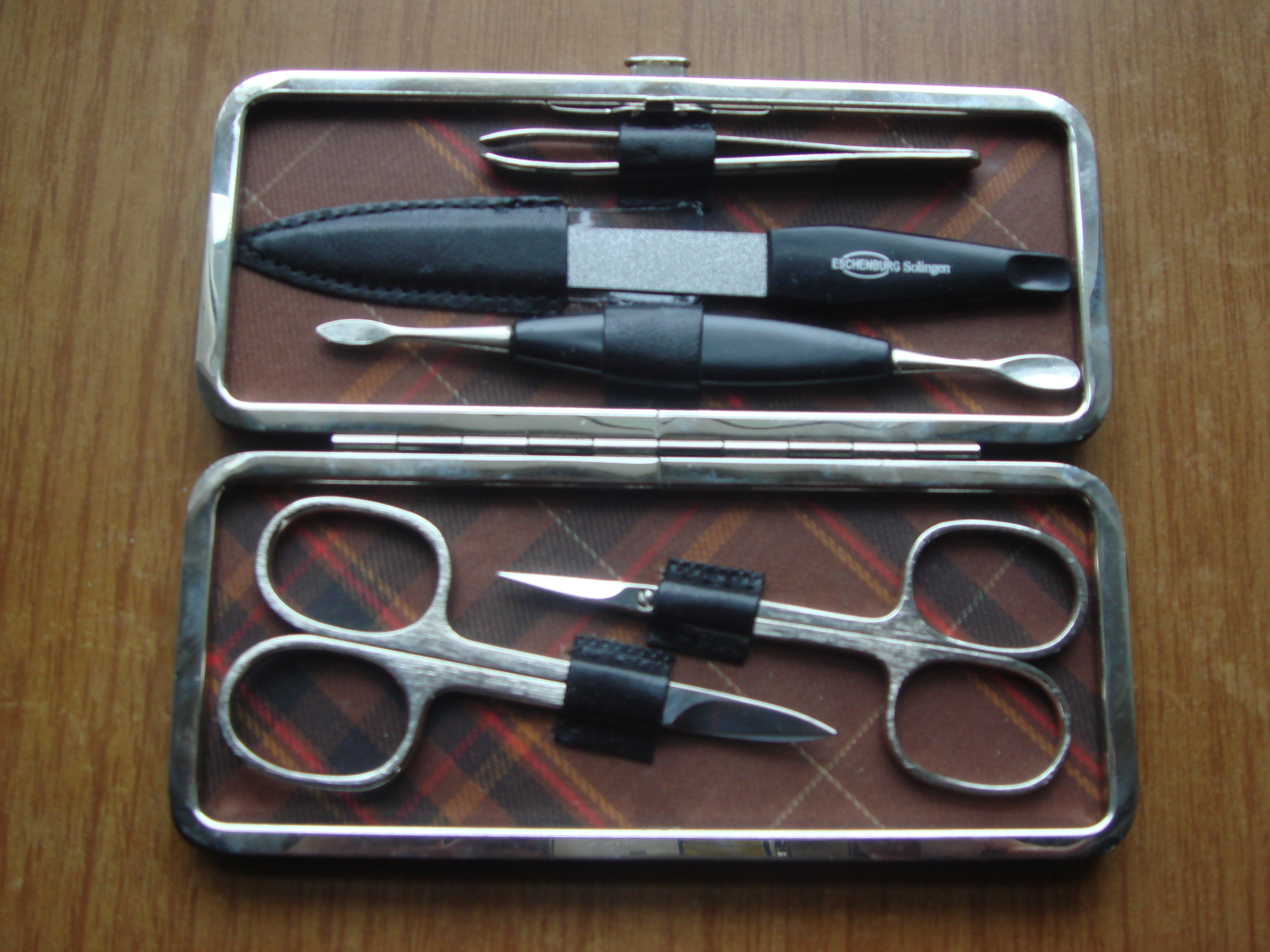
Sada na manikúru

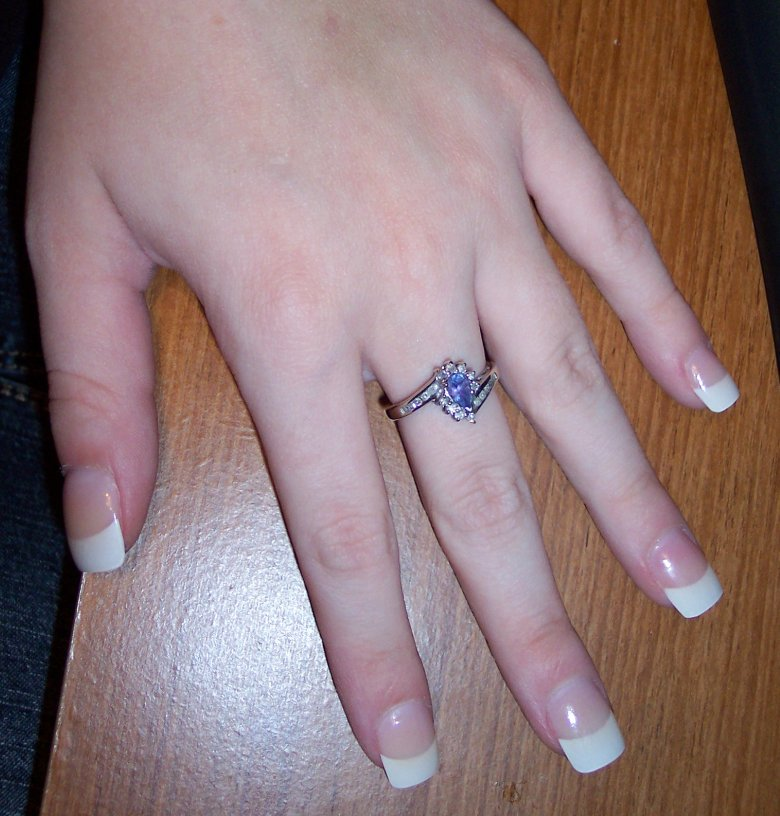
Nehty po manikúře

Manikúra je kosmetická procedura, během které dochází ke kultivaci rukou s hlavním důrazem na nehty a jejich okolí. Hlavním předmětem je čištění nehtů, jejich zarovnání a odstranění odumřelé kůže z jejich okolí a rukou. Manikúra se používá jak z čistě kosmetických důvodů, tak i z lékařských v případě, že je kolem nehtů nějaká virová, či plísňová infekce.
Manikúra je často nabízena ve specializovaných kosmetických salónech a nehtových studiích. Součástí manikúry může být i lakování nehtů či aplikace umělých nehtů.
Předpokládá se, že manikúra byla provozována již před 5000 lety v Indii.
Existuje také péče pro nohy, která se nazývá pedikúra.